# Sammlung Boros
Die Boros Collection ist eine private Kunstsammlung des Medienunternehmers und Kunstmäzens Christian Boros und seiner Frau Karen Boros, die sich im ehemaligen Reichsbahnbunker Friedrichstraße in Berlin befindet.

## Geschichte
Christian Boros erwarb den Bunker im Jahre 2003 und gestaltete die fünf Etagen in ein Privatmuseum um.
| Jahr | Ereignis |
| ---- | --- |
| 2007 | Fertigstellung des Umbaus |
| 2003 | Karen und Christian Boros kaufen den Bunker, um ihre Sammlung zeitgenössischer Kunst im umgebauten Bunker öffentlich zugänglich zu machen.                                  |
| 1996 | Die Kunstausstellung „Files“ mit u. a. Olafur Eliasson, Daniel Pflumm, Ugo Rondinone wird im Bunker gezeigt.                                                                |
| 1995 | Die Silvesterparty „The Last Days of Saigon“ wird verboten. Sie findet trotzdem statt. Per Schließungsverfügung wird der Bunker zugemacht.                                  |
| 1995 | Die Sex-Messe „Sexperimenta“ wird im Bunker veranstaltet. |
| 1994 | Das Deutsche Theater inszeniert Simon Donalds „Lebensstoff“ in der vierten Etage des Bunkers.                                                                               |
| 1992 | Der Technoclub „Bunker“ wird zu einem der wichtigsten Zentren der aufkeimenden Elektro-Szene. Er gilt wegen seiner Fetisch- und Fantasy-Partys als härtester Club der Welt. |
| 1990 | Nach der Wiedervereinigung gehört das Gebäude der Bundesrepublik Deutschland.                                                                                               |
| 1957 | Lagerung von importierten Südfrüchten aus Kuba durch den „Volkseigenen Betrieb Obst Gemüse Speisekartoffeln“. Die Bevölkerung nennt das Gebäude „Bananenbunker“.            |
| 1949 | Der Bunker wird zum Lager von Textilien. |
| 1945 | Besetzung des Bunkers durch die Rote Armee und Nutzung als Kriegsgefängnis.                                                                                                 |
| 1942 | Bau des Bunkers als Schutzraum für die Zivilbevölkerung durch Zwangsarbeiter.                                                                                               |
| 1941 | Planung des „Reichsbahnbunker Friedrichstraße“ durch Karl Bonatz unter dem Generalbauinspektor Albert Speer.                                                                |

## Sammlung
Die Boros Collection ist eine Privatsammlung zeitgenössischer Kunst von Christian und Karen Boros. Sie umfasst Werkgruppen internationaler Künstler von 1990 bis heute. Seit 2008 werden Sammlungsausschnitte im ehemaligen Reichsbahnbunker auf 3000 m² in 80 Räumen in Berlin der Öffentlichkeit gezeigt. Die Sammlungspräsentation ist für die Öffentlichkeit nur in Form von Führungen zugänglich.
Die Boros Foundation wird geleitet von Raoul Zoellner.
In der vierten Werkpräsentation seit Mai 2022 zeigt die Boros Collection neu erworbene Arbeiten im Verbund mit Werken aus den frühen 2000er-Jahren.

### BOROS Collection / Bunker Berlin #4 (2022–2026)
Künstler und Künstlerinnen:
- Jean-Marie Appriou
- Julian Charrière
- Eliza Douglas
- Thomas Eggerer
- Louis Fratino
- Cyprien Gaillard
- Ximena Garrido-Lecca
- Yngve Holen
- Klára Hosnedlová
- Anne Imhof
- Alicja Kwade
- Victor Man
- Kris Martin
- Nick Mauss
- Jonathan Monk
- Adrian Morris
- Paulo Nazareth
- Amalia Pica
- Bunny Rogers
- Michael Sailstorfer
- Wilhelm Sasnal
- Pieter Schoolwerth
- Anna Uddenberg
- Eric Wesley
- He Xiangyu

### BOROS Collection / Bunker Berlin #3 (2017–2021)
Die Ausstellung hatte von 2017 bis 2021 220.000 Besucher in 16.000 Führungen

Künstler und Künstlerinnen:
- Martin Boyce
- Andreas Eriksson
- Guan Xiao
- He Xiangyu
- Uwe Henneken
- Yngve Holen
- Sergej Jensen
- Daniel Josefsohn
- Friedrich Kunath
- Michel Majerus
- Fabian Marti
- Kris Martin
- Justin Matherly
- Paulo Nazareth
- Peter Piller
- Katja Novitskova
- Pamela Rosenkranz
- Avery Singer
- Johannes Wohnseifer

### BOROS Collection / Bunker Berlin #2 (2012–2016)
Die Ausstellung hatte von 2012 bis 2016 200.000 Besucher in 9.000 Führungen.

Künstler und Künstlerinnen:
- Ai Weiwei
- Awst & Walther
- Dirk Bell
- Cosima von Bonin
- Marieta Chirulescu
- Thea Djordjadze
- Ólafur Elíasson
- Alicja Kwade
- Klara Lidén
- Florian Meisenberg
- Roman Ondák
- Thomas Ruff
- Stephen G. Rhodes
- Michael Sailstorfer
- Tomás Saraceno
- Thomas Scheibitz
- Wolfgang Tillmans
- Rirkrit Tiravanija
- Danh Võ
- Cerith Wyn Evans
- Thomas Zipp

### BOROS Collection / Bunker Berlin #1 (2008–2012)
Die Ausstellung hatte von 2008 bis 2012 120.000 Besucher in 7.500 Führungen.

Künstler und Künstlerinnen:
- Michael Beutler
- John Bock
- Ólafur Elíasson
- Elmgreen und Dragset
- Kitty Kraus
- Robert Kusmirowski
- Mark Leckey
- Manuela Leinhoß
- Sarah Lucas
- Kris Martin
- Henrik Olesen
- Manfred Pernice
- Daniel Pflumm
- Tobias Rehberger
- Anselm Reyle
- Bojan Sarcevic
- Santiago Sierra
- Florian Slotawa
- Monika Sosnowska
- Katja Strunz
- Rirkrit Tiravanija